# Earl Robicheaux
Earl Robicheaux (Morgan City (Louisiana), 1954) is een Amerikaans componist, klank- en geluidskunstenaar en muziekproducent.

## Levensloop
Robicheaux studeerde compositie aan de Universiteit van Texas in Austin (Texas) en behaalde aldaar zijn Master of Music. Later promoveerde hij aan dezelfde universiteit tot Ph.D. (Philosophiæ Doctor) in compositie. Naast zijn werkzaamheden als componist en muziekproducent is hij vooral bezig voor het natuurreservaat Atchafalaya Basin en de bewaring en observatie van het ecosysteem en de habitat. 

## Composities

### Werken voor harmonieorkest
- 1995 Occluded Front, voor harmonieorkest

- International Standard Name Identifier: 0000 0001 1379 1460
- Library of Congress Control Number: no2011000977
- Virtual International Authority File: 166340278
- WorldCat: E39PBJbRdxqpGrKwFm6HQb9Yyd